# ساكيو بيكا
ساكيو بيكا (بالإنجليزية: Sakio Bika)‏ مواليد 18 أبريل 1979 في دوالا، هو ملاكم أسترالي يصنف ضمن فئة وزن خفيف الثقيل. حقق بطولة المجلس العالمي للملاكمة.

## إحصائيات
خاض خلال مسيرته 42 نزالا، فاز في 32 وتعادل في 3 وخسر في 7. فاز بالضربة القاضية في 21 نزالا.

## روابط خارجية
- ساكيو بيكا على موقع بوكس ريك (الإنجليزية) (registration required)
- ساكيو بيكا على موقع أوليمبيديا (الإنجليزية)